# Eleições parlamentares europeias de 2019 (Estónia)
As eleições parlamentares europeias de 2019 na Estónia foram ser realizadas a 26 de Maio e serviram para eleger os 6 deputados nacionais para o Parlamento Europeu. Aquando da oficialização do Brexit, a Estónia verá a sua representação no PE aumentar em um e, assim passando para 7 deputados.

## Composição Atual

### Partidos Nacionais
| Partido | Partido                        | Deputados | Grupo                                             |
| ------- | ------------------------------ | --------- | ------------------------------------------------- |
|         | Partido Reformista             | 2 / 6     | Aliança dos Liberais e Democratas pela Europa     |
|         | Partido do Centro              | 1 / 6     | Aliança dos Liberais e Democratas pela Europa     |
|         | União Pro Patria e Res Publica | 1 / 6     | Grupo do Partido Popular Europeu                  |
|         | Partido Social-Democrata       | 1 / 6     | Aliança Progressista dos Socialistas e Democratas |
|         | Indrek Tarand                  | 1 / 6     | Grupo dos Verdes/Aliança Livre Europeia           |

### Grupos Parlamentares
| Grupo | Grupo                                             | Deputados |
| ----- | ------------------------------------------------- | --------- |
|       | Aliança dos Liberais e Democratas pela Europa     | 3 / 6     |
|       | Grupo do Partido Popular Europeu                  | 1 / 6     |
|       | Aliança Progressista dos Socialistas e Democratas | 1 / 6     |
|       | Grupo dos Verdes/Aliança Livre Europeia           | 1 / 6     |

## Partidos Concorrentes
Os partidos concorrentes são os seguintes:
| Partido | Partido                        | Cabeça de Lista   | Afiliação Europeia                                       |
| ------- | ------------------------------ | ----------------- | -------------------------------------------------------- |
|         | Partido Reformista             | Andrus Ansip      | Partido da Aliança dos Liberais e Democratas pela Europa |
|         | Partido do Centro              | Yana Toom         | Partido da Aliança dos Liberais e Democratas pela Europa |
|         | União Pro Patria e Res Publica | Riho Terras       | Partido Popular Europeu                                  |
|         | Partido Social-Democrata       | Marina Kaljurand  | Partido Socialista Europeu                               |
|         | Partido Popular Conservador    | Mart Helme        | Aliança Europeia dos Povos e das Nações                  |
|         | Verdes Estónios                | Züleyxa Izmailova | Partido Verde Europeu                                    |
|         | Estónia 200                    | Triin Saag        |                                                          |
|         | Partido Livre da Estónia       |                   |                                                          |
|         | Partido da Esquerda da Estónia | Julia Sommer      | Partido da Esquerda Europeia                             |
|         | Riqueza da Vida                | Artur Talvik      |                                                          |

## Resultados Oficiais
| Partido                 | Partido                                    | Votos   | %               | +/-   | Deputados | +/-     |
| ----------------------- | ------------------------------------------ | ------- | --------------- | ----- | --------- | ------- |
|                         | Partido Reformista                         | 87 160  | 26,24 / 100,00  | 1,93  | 2 / 6     | Estável |
|                         | Partido Social-Democrata                   | 77 375  | 23,30 / 100,00  | 9,74  | 2 / 6     | 1       |
|                         | Partido do Centro                          | 47 799  | 14,39 / 100,00  | 7,96  | 1 / 6     | Estável |
|                         | Partido Popular Conservador                | 42 265  | 12,73 / 100,00  | 8,70  | 1 / 6     | 1       |
|                         | União Pro Patria e Res Publica             | 34 188  | 10,29 / 100,00  | 3,64  | 0 / 6     | 1       |
|                         | Raimond Kaljulaid (Candidato Independente) | 20 640  | 6,21 / 100,00   | Novo  | 0 / 6     | Novo    |
|                         | Estónia 2000                               | 10 700  | 3,22 / 100,00   | Novo  | 0 / 6     | Novo    |
|                         | Verdes Estónios                            | 5 824   | 1,75 / 100,00   | -     | 0 / 6     | -       |
|                         | Outros                                     | 6 153   | 1,85 / 100,00   |       | 0 / 6     |         |
| Votos Inválidos         | Votos Inválidos                            | 755     | 0,22 / 100,00   |       |           |         |
| Total                   | Total                                      | 332 859 | 100,00 / 100,00 |       | 6 / 6     |         |
| Eleitorado/Participação | Eleitorado/Participação                    | 885 417 | 37,59 / 100,00  | 1,07  |           |         |
| Fonte                   | Fonte                                      | [ 4 ]   | [ 4 ]           | [ 4 ] | [ 4 ]     | [ 4 ]   |

#### Deputados Antes/Depois do Brexit
| Partido | Partido                        | Antes | Depois | +/-     |
| ------- | ------------------------------ | ----- | ------ | ------- |
|         | Partido Reformista             | 2 / 6 | 2 / 7  | Estável |
|         | Partido Social-Democrata       | 2 / 6 | 2 / 7  | Estável |
|         | Partido do Centro              | 1 / 6 | 1 / 7  | Estável |
|         | Partido Popular Conservador    | 1 / 6 | 1 / 7  | Estável |
|         | União Pro Patria e Res Publica | 0 / 6 | 1 / 7  | 1       |
| Total   | Total                          | 6 / 6 | 7 / 7  | 1       |

## Composição 2019-2024

### Partidos Nacionais
| Partido | Partido                     | Deputados | Grupo                                             |
| ------- | --------------------------- | --------- | ------------------------------------------------- |
|         | Partido Reformista          | 2 / 6     | Renovar Europa                                    |
|         | Partido Social-Democrata    | 2 / 6     | Aliança Progressista dos Socialistas e Democratas |
|         | Partido do Centro           | 1 / 6     | Renovar Europa                                    |
|         | Partido Popular Conservador | 1 / 6     | Identidade e Democracia                           |

### Grupos Parlamentares
| Grupo | Grupo                                             | Deputados |
| ----- | ------------------------------------------------- | --------- |
|       | Renovar Europa                                    | 3 / 6     |
|       | Aliança Progressista dos Socialistas e Democratas | 2 / 6     |
|       | Identidade e Democracia                           | 1 / 6     |